# Pontopolycope
Pontopolycope is een geslacht van kreeftachtigen uit de klasse van de Ostracoda (mosselkreeftjes).

## Soorten
- Pontopolycope dentata (Brady, 1868) Chavtur, 1981
- Pontopolycope moenia (Joy & Clark, 1977) Chavtur, 1983
- Pontopolycope mylax Kornicker & Iliffe, 1992
- Pontopolycope naxoi (Barbeito-Gonzalez, 1971) Chavtur, 1991
- Pontopolycope rostrata (Mueller, 1894) Chavtur, 1981
- Pontopolycope storthynx Kornicker, Iliffe & Harrison-Nelson, 2007
- Pontopolycope tetragona (Barbeito-Gonzalez, 1971) Chavtur, 1991